# Höga, Ale kommun
För andra betydelser, se Höga.
Höga är en by och sedan 2010 småort i Ale kommun, belägen i Hålanda socken nordöst om Hålsjön. 2015 hade folkmängden i området minskat och småorten upplöstes, , men återuppstod 2020 för att åter avregistreras 2023. En mindre del av byn sydväst om småorten ingår sedan 2015 i småorten Stommen.